# Raphaël Chanterie
Raphaël Chanterie este un om politic belgian, membru al Parlamentului European în perioada 1994-1999 din partea Belgiei. 
1. ↑  Deputații în Parlamentul European